# Eupithecia paryphata
Eupithecia paryphata là một loài bướm đêm trong họ Geometridae.